# Mulasics László
Mulasics László (Szepetnek, 1954. október 12. – Feketebács, 2001. július 16.) magyar festő. 1980–1986 közt a Magyar Képzőművészeti Egyetem festő szakán tanult, mestere Blaski János volt. Az 1980-as, 1990-es évek egyik legtöbbet kiállított magyar művésze, korai halála ellenére kimagaslóan gazdag életművet hagyott hátra, melyet a technikai kutatások, az anyag formaképző tulajdonságai határozzák meg.

## Művészete
Mulasics László pályája a 80-as évek derekán indult, első alkotásai az új festészet nemzetközi irányvonalába sorolható, heves gesztusok által meghatározott, vastag festékrétegbe ágyazott figurális kompozíciók voltak.
1986-ban éles váltással elhagyta a figuralitást, megkezdődik a geometria térhódítása és sokrétű anyagkísérletei 1987-ben elvezetik az ókori viasztechnikához, az enkausztikához. A felhevített viasszal való alkotás az idők folyamán összeforr nevével, mesterévé vált. 
A 80-as évek pszeudo térképeit, alaprajzait, archaikus építményeit (Közös titok súlya, Váratlan fordulat, Néma Falak) a 90-es években felváltják a művészettörténeti idézetek – vadászkutyák, griffek -, fizikai ábrák, csillagászati eszközök és diagramok. 
A 90-es évek második felének motívumkezelése a Pattern and Decoration örökségét hordozza, míg a képeken feltűnő írások, elméleti kutatások a konceptuális művészet felé közelítenek. Az utolsó évek élénk színei, az új életre kelt növényi ornamentika, vegyítve a tudományos ábrákkal vagy geometrikusabb struktúrákkal, egy újabb korszak indulásának jeleit mutatják, mely kettétörik a művész korai halálával.

## Enkausztika
Az enkausztika a porfestékkel és terpentinnel kevert, felhevített, folyékony viasszal való festés technikája. 1987-től jelenti Mulasics László képeinek az alapját. Az ókori technika, melynek legismertebb emlékei a hellenizmus korából való egyiptomi múmiaportrék, a Kr. e. 2. század és Kr. u. 4. század közötti fénykora után évszázadokra feledésbe merül. A 19. és a 20. században olyan művészek tesznek kísérletet felélesztésére, mint Arnold Böcklin, James Ensor, Paul Klee vagy Jasper Johns. 
A viasz sajátos anyagszerűségének köszönhetően a dologi világ tárgyai átlényegülnek, a hol fröcskölt, hol spachtlival elsimított, rétegekben felvitt viasz megfoghatatlanná teszi a benne megjelenő motívumokat. Az anyag kézműves volta hozzájárul Mulasics archaizáló, mítoszt idéző hangjához, mely első korszakát jellemzi a 90-es évek elejéig.

## Életének fontosabb eseményei
- 1985	Mulasics László bekerül a Hegyi Lóránd művészettörténész által létrehozott és támogatott Új Szenzibilitás körébe, melynek célja azon hazai alkotók összefogása, akik a nemzetközi új festészeti tendenciákba – transzavantgárd, Heftige Malerie, New Painting - illeszkedtek bele. Az Új Szenzibilitás itthon és külföldön megrendezett kiállításain Mulasics olyan jelentős alkotókkal szerepel, mint Bak Imre, Birkás Ákos, El Kazovszkij, Nádler István, Szirtes János. Kiállít az Új szenzibilitás III. című csoportos kiállításon a Budapest Galéria Lajos utcai kiállítóházában
- 1986	Derkovits-ösztöndíjas. Részt vesz a XXI. Nemzetközi Festőheteken, Grazban (AUT), ahol szakít a figurális kompozíciókkal, és az új geometrikus irányvonal első jelei megmutatkoznak. Részt vesz az Új szenzibilitás IV.-en, a Pécsi Kisgalériában.
- 1987	kiemelt Derkovits-ösztöndíj. Salzburg város ösztöndíja (Landesatelier im Künstlerhaus), első enkausztikával készített művek (AUT)
- 1988	egyéni kiállítás Berlinben. Károlyi Alapítvány ösztöndíja, Saint-Paul-de-Vence (FRA)
- 1989	egyéni kiállítása a Műcsarnok Dorottya utcai Kiállítótermében, ólomreliefes sorozat bemutatása. Megkapja a Smohay Alapítvány díját
- 1990	DAAD-ösztöndíj, Worpswede (GER)
- 1993	a XLV. Velencei biennálén részt vesz a „La coesistenza dell’arte - Un modello esposivo” című kiállításon az Aperto ’93 keretében (ITA)
- 1994	egyéni kiállítás Tokióban (JPN)
- 1998	Mulasics művei szerepelnek a FIAC-on, a Várfok Galéria standjánál (FRA)
- 2000	Mulasics első egyéni kiállítása a Várfok Galériában, Budapest (HUN) A Várfok Galéria Művészkörének tagja
- 2001	Mulasics László halála Sírja a Farkasréti temetőben (10/2-1-10)

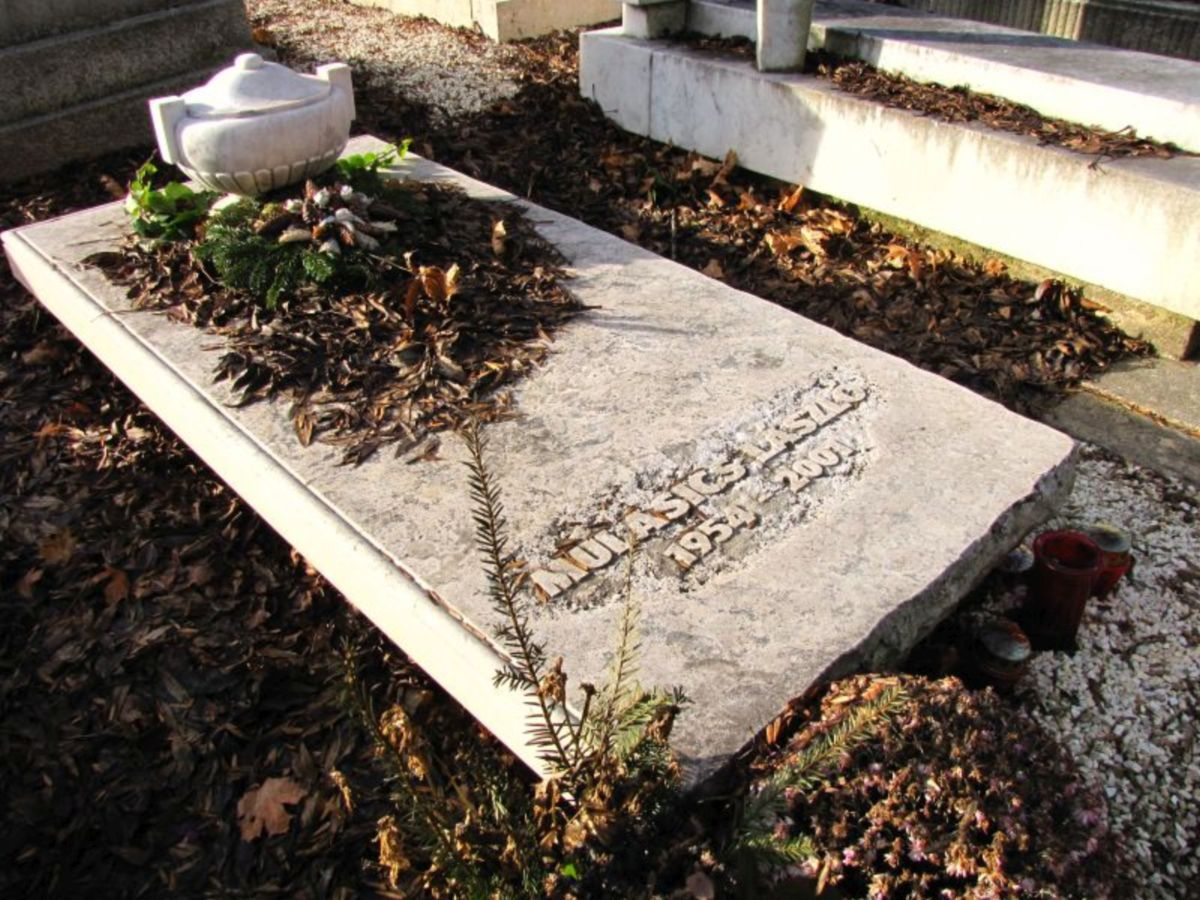
Sírja a Farkasréti temetőben (10/2-1-10)

- 2002	Mulasics második egyéni kiállítása a Várfok Galériában (a harmadikra 2004-ben kerül sor). Egyéni kiállítás a Kiscelli Múzeumban. (HUN)
- 2006	Hommage á Mulasics címmel nyílik csoportos kiállítás a Várfok Galériában Mulasics László tiszteletére
- 2011  Mulasics kiállításával nyílik meg a Várfok Galéria 300 m2-es új tere
- 2014  megnyílik Mulasics László első retrospektív tárlata a Várfok Galériában és a Project Roomban

## Egyéni kiállítások
- 2014	Mulasics László retrospektív, Várfok Galéria, Budapest (HUN)
- 2012	Galeria Umenia Ernesta Zmetaka, Nové Zamky (SVK)
- 2011	Zajok zátonyai, Várfok Galéria, Budapest (HUN)
- 2008	90-es évek,Várfok Galéria, XO Terem, Budapest (HUN)
- 2006	90-es évek, Várfok Galéria, XO Terem,  Budapest (HUN)
- 2004 	Derült fény,  Várfok Galéria, XO Terem, Budapest (HUN) Gaudens Pedit gyűjtemény kiállítása Mulasics László műveiből, Budapest Galéria, Budapest (HUN)Fészek Galéria, Budapest (HUN)
- 2003 	Fészek Galéria, Budapest (HUN)
- 2002	Raiffeisen Galéria, Budapest (HUN) Fővárosi Képtár - Kiscelli Múzeum, Budapest (HUN) Várfok Galéria, Budapest (HUN)
- 2001	Fészek Galéria, Budapest, (HUN)
- 2000	Nádler István és Mulasics László kiállítása, Magyar Intézet, Paris (FRA) Izosztázia, Mulasics László kiállítása  Várfok Galéria, Budapest (HUN)
- 1999 	Derült fény. Mulasics László kiállítása, Fészek Galéria, Budapest (HUN)
- 1998	Rátz Stúdió Galéria, Budapest (HUN)
- 1997 	Fészek Galéria, Budapest (HUN)
- 1996 	Pandora Galéria, Budapest (HUN) Deli Ágnes szobrászművész és Mulasics László festőművész kiállítása, Vigadó Galéria, Budapest (HUN)
- 1995 	Mulasics László új munkáinak (1994-95) kiállítása, Fészek Galéria, Budapest (HUN) Jerusalem Theater, Jerusalem (ISR)
- 1994    M to M Gallery, Tokyo (JPN)
- 1993 	Galerie Gaudens Pedit, Linz (AUT) Pandora Galéria, Badacsonytomaj (HUN)
- 1992    Mulasics László új művei, Fészek Galéria, Budapest (HUN)
- 1991 	Pécsi Kisgaléria, Pécs (HUN)
- 1990 	Vision Budapest (Budapest vízió). Tamás Hencze, László Mulasics, Bawag Alapítvány, Vienna (AUT) Mulasics László Smohay-díjas festőművész kamara-kiállítása Várostörténeti Múzeum, Székesfehérvár (HUN)
- 1989 	Műcsarnok Dorottya Utcai Kiállítóterme, Budapest (HUN) László Mulasics – László Fehér,  Mannheim (GER) Pozíciók IV / Ona B. és Mulasics László kiállítása  Fészek Galéria, Budapest (HUN)
- 1988 	Galerie Eremitage, Berlin (GER)

## Csoportos kiállítások
- 2015    VÁRFOK 25 - A Várfok Galéria 25 éves jubileumi kiállítása (HUN) Art Market Budapest- Várfok Galéria, Budapest (HUN) Ornamens-értelmezések a jelenkori képzőművészetben 1990-2015, Várfok Galéria, Budapest (HUN) Siliconvalse. Hungarian Reality, House of Arts, Brno (CZ)
- 2014	Art Market Budapest - Várfok Galéria, Budapest (HUN) Szögletek, Várfok Galéria, Budapest (HUN)
- 2013	Art Paris Art Fair - Várfok Galéria, Paris (FRA) Merülési vonalak, Várfok Galéria, Budapest (HUN) Art Market Budapest - Várfok Galéria, Budapest (HUN)
- 2012	Art Market Budapest - Várfok Galéria, Budapest (HUN) Kontrasztok vonzásában, Szeged (HUN) Introspective – Chilf Mária, Mulasics László, Szűcs Attila kiállítása, Enigma Arts Galéria, Veresegyház (HUN) Kortárs Magángyűjtemények XVII. Válogatás Gerendai Károly gyűjteményéből Godot Galéria, Budapest (HUN)
- 2011 	30 éves a Fészek Galéria - Születésnapi kiállítás II. rész Fészek Galéria, Budapest (HUN) 30 éves a Fészek Galéria - Születésnapi kiállítás I. rész., Fészek Galéria, Budapest (HUN) Kortárs Magángyűjtemények XVI. Válogatás Hetényi Csaba gyűjteményéből Godot Galéria, Budapest (HUN)
- 2010	Papíron – csoportos kiállítás a Várfok Galéria művészeivel Várfok Galéria - Budapest (HUN)Budapest Art Fair – Várfok Galéria, Budapest (HUN)
- 2009	Osztrák-magyar válogatás Szép Péter kortárs kollekciójából Csók István Képtár, Székesfehérvár (HUN) Budapest Art Fair – Várfok Galéria, Budapest (HUN)
- 2008	Budapest Art Fair – Várfok Galéria, Budapest (HUN)
- 2007	„Horror vacui" – Somlói Zsolt és Spengler Katalin gyűjteménye Vízivárosi Galéria, Budapest (HUN) Artinact – Válogatás a Paksi Képtár gyűjteményéből, Paksi Képtár, Paks (HUN) Budapest Art Fair – Várfok Galéria, Budapest (HUN)
- 2006	Válogatás Karvalits Ferenc gyűjteményéből Vízivárosi Galéria, Budapest (HUN) 	25 éves a Smohay-Alapítvány Csók István Gallery, Székesfehérvár (HUN)
- 2005	10 év után - Aatoth Franyo, Nádler István, Szirtes János, Bak Imre, Mulasics László és a Várfok Galéria gyűjteménye (Francia Intézet), Budapest (HUN) Élő Klasszikusok - Városi Művészeti Múzeum Képtára ,Győr (HUN)
- 2003	Cím nélkül – Új absztrakt képek - Kortárs Művészeti Intézet, Dunaújváros (HUN)
- 2002	A 90-es évek III. – Kortárs Képzőművészeti Gyűjtemény a Városi Művészeti Múzeumban Győr (HUN) 	Válogatás a Raiffeisen-gyűjteményből, Raiffeisen Galéria, Budapest (HUN) 2001	Künstlerfest am Faschingdienstag (Húshagyókeddi Művészeti Fesztivál Linz, Linz (AUT) Kortárs magyar képzőművészek Lipták Képtár, Magyar Fordítóház, Balatonfüred (HUN) Távol-kelet - Távol-nyugat vonzásában, MűvészetMalom, Szentendre (HUN) A rózsa illata. Somlói Zsolt és Spengler Katalin kortárs gyűjteménye, Godot Galéria, Budapest (HUN) 2000	ARCO-2000, Rátz Galéria, Madrid (ESP) 	Nádler-Mulasics (Magyar Intézet) Paris (FRA) 	Dialógus. Festészet az ezredfordulón Műcsarnok, Budapest (HUN)
- 1999	Ungarn 2000 (Magyarország), Galerie der Künstler, München (GER) 	Budapest-Berlin, Berlin (GER) 	Officina Europa (Európai Műhely), Bologna (ITA) 	Kortárs Magyar Művészet (Magyar Intézet) Paris (FRA) 	Hungarian Contemporary Artists (Magyar Kortárs Művészek), (Magyar Konzulátus), New York (USA) 	Zeitgenössische Kunst aus Ungarn (Kortárs Művészet Magyarországon) Galerie der Stadt, Fellbach (AUT) 	ARCO-99 - Dovin Galéria, Madrid (ESP)
- 1998	Sarajevo 2000 - Museum Moderner Kunst, Ludwig Stiftung ,Wien (AUT) Ungarn - Avantgarde im 20. Jahrhundert (Magyar Avantgarde a 20. században) Neue Galerie, Linz (AUT) Sensitivities. Contemporary Art from Central Europe (Érzékenységek. Kortárs Művészet Közép-Európából), European Academy of Arts, London (UK) Ungarische Anwesenheit (Magyar jelenlét) Kunsthalle, Warsawa (POL) Zeitgenössische Kunst aus Ungarn (Kortárs Művészet Magyarországon), Donau Halle, Dounau Eschingen (AUT) FIAC ’98 - Várfok Galéria, Paris  (FRA) ART-Expo ’98, Műcsarnok Budapest (HUN) Újonnan gyűjtött és rég nem látott művek Csók István Képtár, Székesfehérvár (HUN)
- 1997	Mai magyar festészet Műcsarnok, Budapest (HUN) Olaj/Vászon. Mai magyar festészet Műcsarnok, Budapest (HUN) Két galéria forradalmi találkozása, Kieselbach Galéria, Várfok 14 Galéria, Budapest (HUN) A pécsi művészetiből indultak Pécsi Galéria, Pécs (HUN) A Merics-gyűjtemény, Szent István Király Múzeum, Székesfehérvár (HUN) 114/7920, Válogatás a Magyar Nemzeti Galéria Jelenkori Gyűjteményének anyagából Magyar Nemzeti Galéria, Budapest (HUN) Ulej/pánzá (Olaj/vászon) Galeria Teatrului National, București (ROM) Interactus I. Gianni Dessi, László Mulasics, Eva Schlegel, Palazzo Falconieri, Roma (ITA)
- 1996	3x3 From Hungary (3x3 Magyarországról), Bard College, New York (USA) 	Antik Enteriőr ’96 – a Fészek Galériával, Néprajzi Múzeum  Budapest (HUN) 	Kortárs Művészeti Kiállítás – Válogatás az Artara Alapítvány anyagából, Szépművészeti Múzeum, Budapest (HUN)
- 1995	Keleti inspirációk Sándor Palota, Budapest (HUN) 	Hungarian Art (Magyar Művészet), M-M Gallery, Tokyo (JPN) 	30 x 40, Galerie Gaudens Pedit, Linz (AUT) 1994	Budapest Art Expo ’94 - Hungexpo, Budapest (HUN) 	Kilenc festő (Kortárs festőművészek kiállítása) Astoria Galéria, Budapest (HUN) 	A Derkovits ösztöndíjasok jubileumi kiállítása (1955-1993) Szombathelyi Képtár, Szombathely (HUN) 80-as évek – Képzőművészet, Ernst Múzeum, Budapest (HUN)
- 1993	Hungarica – Arte Ungherese degli anni ’80 e sue origini (A ’80-as évek magyar művészete és annak eredete) Museo di Roma, Roma (ITA) 	Mi „kelet-franciák” – Magyar művészet 1981-1989. A huszadik század magyar művészete 14. Csók István Képtár, Székesfehérvár (HUN) 	Zeitgenössische ungarische Kunst (Kortárs magyar művészet) Neue Galerie der Stadt, Linz (AUT) 	„Frontiera 1’92 – Forum junger Kunst in Europa” („Frontiera 1’92 – Fiatal európai művészek fóruma”) Messehalle, Bolzano (ITA) 	Hungary – Before and After – An Exhibition of Hungarian Art (Magyarország – Előtte és utána – Egy kiállítás a magyar művészetről), IMF Visitors’ Center, Washington D. C. (USA) IV. Nemzetközi Kairói Biennále, Cairo (ET) 	La coesistenza dell’arte – Un modello espositivo. XLV. Biennale di Venezia (A művészettel való együttélés – Egy kiállítási modell. XLV. Velencei Biennálé), Procuratie Vecchie, Venezia (ITA) 	The Questioning of Palladio (Palladio megkérdőjelezése), Villa Foscarini Rossi, Venezia (ITA) 	Magyarország – Akkor és Most  Kiscelli Múzeum, Budapest (HUN) 	Ungarn Zeit Kunst (Magyarország, Idő, Művészet) Vigadó Galéria, Budapest (HUN) 	Identité d’aujourd’hui – L’art contemporain Hongroise, Polonais, Slovaque, Tchéque (Mai Identitás – Kortárs magyar, lengyel, szlovák és cseh művészet, Centre de Conférences Albert Borschette, Bruxelles (BEL)  Fényszövetek között

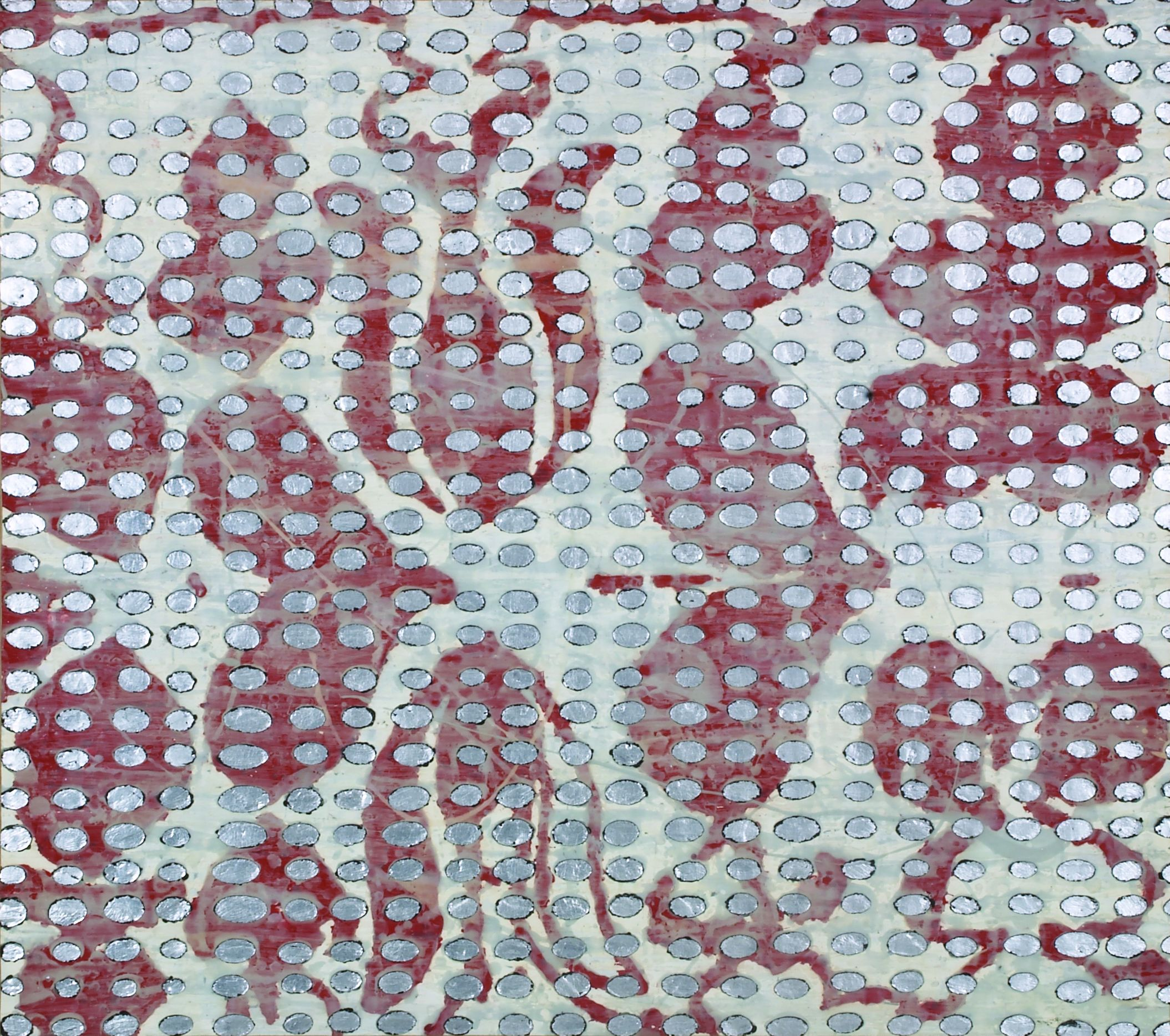
Fényszövetek között

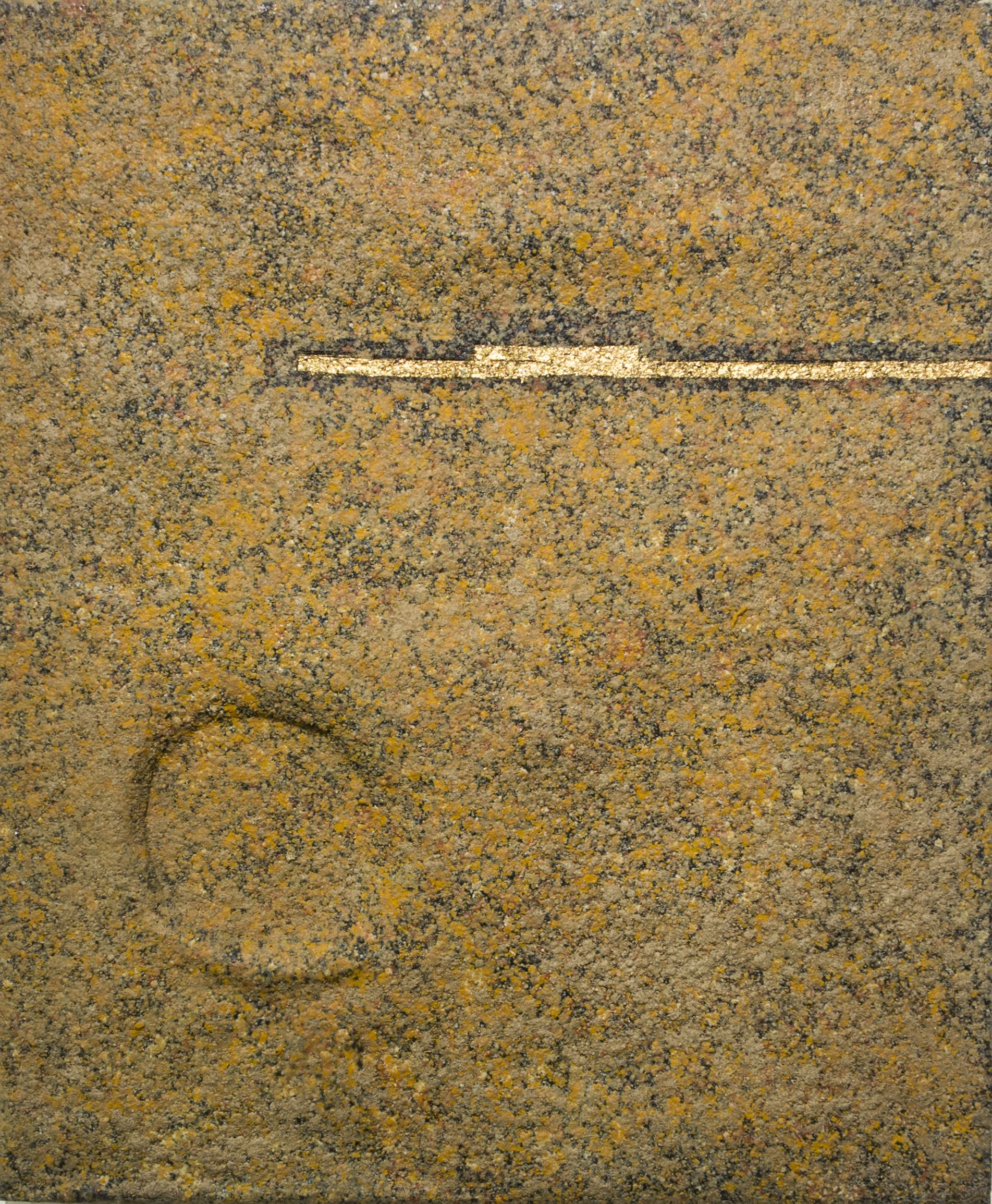
O.T.(2)

- 1992	Time and Tide, Contemporary Art Exhibition (Idő és dagály, Kortárs művészeti kiállítás) - Tokyo (JPN) 	Art Cologne, Köln (GER) 	Ungarn Zeit Kunst (Magyarország, Idő, Művészet) Galerie der Bayerischen Landesbank, München (GER) 	Hungarica – Arte ungherese degli anni ’80 e sue origini (A ’80-as évek magyar művészete és annak eredete) Museum of Modern Art, Bolzano (ITA)
- 1991	Budapest! Contemporary Hungarian Art (Budapest! Kortárs Magyar Művészet), Royal Hibernian Academy, Gallagher Gallery, Dublin (IRL) 	Free Zone – Contemporary Hungarian and Finnish Art (Szabad Zóna – Mai magyar és finn művészet), Taidehalli, Helsinki (FIN); Műcsarnok, Budapest (HUN) 	Positionen. Ungarische Kunst der Neunziger Jahre (Pozíciók. Magyar művészet a 90-es években) Künstlerwerkstatt, München (GER) 	Positions Budapest (Pozíciók Budapest), Bellarte Galeria, Helsinki (FIN) 	Aktuel ’91. Ungarische Kunst der 90er Jahre (A 90-es évek magyar művészete) Künstlerwerkstatt, München (GER) Hungarian Modern Art Exhibition (Modern Magyar Művészet), Art Museum, Seoul (KOR) El Greco Emlékkiállítás Szépművészeti Múzeum, Budapest (HUN) Metaphor – Contemporary Hungarian Art (Metafora – Kortárs Magyar Művészet), Kennesaw, Atlanta, Georgia (USA) Kortárs képzőművészet, Válogatás a Ludwig Múzeum, Budapest és a Nemzeti Galéria gyűjteményéből Magyar Nemzeti Galéria, Budapest (HUN) 1990	Hungarian Dominant Tendencies, Art of The Eighties Today (Uralkodó magyar tendenciák, a nyolcvanas évek művészete ma), The Cultural & Civic Center, Southampton N.Y. (USA) 	Európa-Ázsia Biennále Kemal Atatürk Museum, Ankara (TUR) 6 Ungarische Künstler (6 magyar művész) Kunstverein, Ulm (GER) Klára Borbás / László Fehér / László Mulasics / György Szőnyei, Galerie im Traklhaus, Salzburg (AUT) Klára Borbás, Károly Klimó, László Mulasics, György Szőnyei, Galerie Auris, Hämeenlinna (FIN) Klára Borbás, László Fehér, László Mulasics, IFA Galerie, Bonn (GER)
- 1989	Kunst Heute in Ungarn (Művészet ma Magyarországon), Aachen (GER) Junge Künstler DDR-UVR (Fiatal művészek DDR-UVR) Neue Berliner Galerie, Berlin; Kunsthalle, Rostock (GER) Fiatal művészek. Az NDK kultúra napjai Ernst Múzeum, Budapest; Miskolci Galéria, Miskolc (HUN) Festival Internationale de la Peinture (Nemzetközi Festészeti Fesztivál) Château Grimaldi, Cagnes-sur-Mer (FRA) Budapester Belvedere – 8 Zeitgenössische Künstler aus Budapest (Budapesti Belvedere – 8 Kortárs művész Budapestről) Kampnagelfabrik KX, Hamburg (GER) T.É.R.  Pécsi Galéria, Pécs (HUN) 1989	Leere Räume (Üres tér). Klára Borbás, László Fehér, László Mulasics, Argelander Galerie, Bonn (GER) A Derkovits ösztöndíjasok 1989. évi beszámoló kiállítása, Ernst Múzeum, Budapest (HUN)
- 1988	Stúdió ’88 – A Fiatal Képzőművészek Stúdiójának zsűrimentes kiállítása, Ernst Múzeum, Budapest (HUN) Post-war and Contemporary Art (Háború utáni és kortárs művészet), Blenstock House, London (GBR) Novo slikarstvo (Új festmények) Galerija Doma Omladine, Beograd (SRB) Architektúra (Francia Intézet), Budapest (HUN) Fiatal művészek fesztiválja Manyezs, Moscow (RUS) Architektúra (Borbás, Fehér Mulasics, Pollacsek, Szőnyei), Pince Galéria, Budapest (HUN) Konstruktion-Struktur-Utopie. Der Neue Konstruktivismus in Ungarn (Konstrukció-Struktúra-Utópia. Az új konstruktivizmus Magyarországon Magyar Kultúra Háza, Berlin (GER) Budapest ’88 - 8 Hongaarse Schilders (8 magyar festő) Amsterdam (NED); Galerie Knoll, Wien (AUT) Cologne – 22. Internationaler Kunstmarkt, Köln (GER) A Derkovits ösztöndíjasok 1988. évi beszámoló kiállítása  Szombathelyi Képtár, Szombathely (HUN)
- 1987	Neue Sensibilität. Ungarische Malerei der 80er Jahre (Új szenzibilitás. Magyar festészet a 80-as években), Esslingen (GER) 	Új szenzibilitás IV. ,Pécsi Galéria, Pécs (HUN) Ungarische Malerei der 80er Jahre (Magyar festészet a 80-as években), Dortmund (GER) Bak-Kelemen-Mulasics, Budapesti Nemzetközi, Budapest (HUN) 	Art-Expo, Poznan (POL) Modern and Contemporary Hungarian Art from the Property of Artunion Affiliated with the Hungarian National Gallery (Modern és kortárs magyar művészet a Magyar Nemzeti Galériához tartozó Művészeti Egyesület tulajdonából) - Christie’s, Amsterdam (NED) Ungarische Malerei (Magyar festészet), Berlin (GER) Domus Aurea. Borbás Klára, Fehér László, Mulasics László, Klimó Károly, Soós Tamás, Szőnyei György, Fészek Galéria, Budapest (HUN) Dialógus IV., Fészek Galéria, Budapest (HUN) 	Piramis Óbudai Pincegaléria(HUN) Neue Ungarische Malerei (Új magyar festészet) (Magyar Kultúra Háza) Berlin (GER) Nová Madarská Malba (Új magyar festészet) Klementinum, Praha (CZE) 	Wegierska Sztuki Mlodych, Galeria Studio, Warszawa (POL) „50 x 70”, Fészek Galéria, Budapest (HUN) Derkovits ösztöndíjasok 1987. évi beszámoló kiállítása, Ernst Múzeum, Budapest (HUN) Stúdió-’87, Budapesti Történeti Múzeum, Budapest (HUN) 1987	Bak Imre, Kelemen Károly, Mulasics László festőművészek kiállítása Budapesti Nemzetközi Vásár Hungexpo, Budapest (HUN)
- 1986	Eklektika ’85 Magyar Nemzeti Galéria, Budapest (HUN) XXI. Internationale Malerwochen in Steiermarkt (21. Steiermarkt-i Nemzetközi Festőhetek , Graz (AUT) „Plein Air”, Magyar Képzőművészeti Főiskola, Budapest (HUN) 	Birkás/Kelemen/Mulasics/Nádler, Galerie Rolandshof, Bonn (GER)
- 1985 	Drei Generationen Ungarische Künstler (Három generáció magyar művészei) Graz (AUT) Új Szenzibilitás III. Budapest Galéria, Budapest (HUN) Pillanatkép, Műcsarnok, Budapest (HUN) Stúdió ’85, Budapesti Nemzetközi Vásár, Budapest (HUN) 1984	Stúdió ’84  Ernst Múzeum, Budapest (HUN) Plánum ’84 - Művészeti Fesztivál - Almássy téri Szabadidő Központ, Budapest (HUN)

## Művek közgyűjteményben
Magyarország:
Magyar Nemzeti Galéria Budapest (HUN);
Ludwig Múzeum, Budapest (HUN); 
Szépművészeti Múzeum, Budapest (HUN);
Kiscelli Múzeum, Budapest (HUN); 
Szent István Király Múzeum, Székesfehérvár (HUN); 
Szombathelyi Képtár, Szombathely (HUN);
Janus Pannonius Múzeum, Pécs (HUN);
Paksi Képtár, Paks (HUN);
Raiffeisen Bank Gyűjteménye, Budapest (HUN);
City-Bank Gyűjteménye, Budapest (HUN); 
Unicredit Bank Gyűjteménye, Budapest (HUN);
Deutsche Bank Gyűjteménye, Budapest (HUN);
Artéria Kortárs Művészeti Alapítvány (HUN)
Külföld:
Museum Moderner Kunst, Stiftung Ludwig, Wien (AUT); 
Neue Galerie am Landesmuseum Joanneum, Graz (AUT);
Lentos Kunstmuseum Linz, Linz (AUT);
Contemporary Museum of Art, Sarajevo (BIH)

## Bibliográfia
- Hegyi Lóránd: Új szenzibilitás. Magvető Kiadó, Budapest, 1983
- Hegyi Lóránd: Előszó az „Új szenzibilitás III.” kiállításhoz. in: Új szenzibilitás IV. / New Sensibility IV. – kiállítási katalógus. szerk.: Hegyi Lóránd, Zwickl András, Pécsi Galéria, 1987, 14, 16, 71.
- Neue Senzibilität – Ungarische Malerie der 80er Jahre. kiáll. kat., szerk.: Wolfgang Guthart, Alexander Tolnay, Galerie der Stadt Esslingen, Stuttgart, 1987, 11, 118-125
- HUNGARICA. Ungarische Kunst der 80er Jahre und ihre Ursprünge / Arte ungherese degli anni ’80 e sue origini. – kiáll. kat.  Museion Museum für moderne Kunst – Museo d’arte moderna, Bolzano, 1992, 37. 41.
- Hegyi Lóránd: La coesistenza dell’arte. in: La coesistenza dell’arte. Un modello espositivo. Biennale di Venezia, kiáll. kat. Bécs, Museum moderner  Kunst Stiftung Ludwig, 1993, 17, XVI.
- Hegyi Lóránd: Eclettismo radicale – l’arte ungherese negli anni ’80 e ’90, in: La coesistenza dell’arte. Un modello espositivo. Biennale di Venezia, kiáll. kat. Bécs, Museum moderner  Kunst Stiftung Ludwig, 1993, 104, 110-111, XVI.
- Peter Baum: Ungarn - Avantgarde im 20. Jahrhundert. in: Ungarn Avantgarde im 20. Jahrhundert kiáll. kat. Neue Galerie der Stadt Linz, Linz 1998, 302-305.
- Andrási Gábor, Pataki Gábor, Szücs György, Zwickl András: Magyar Művészet a 20. században. Egyetemi Könyvtár, Corvina 1999, 214.
- Kunst der neuziger Jahre in Ungarn. – kiáll. kat. szerk.: Inge Zimmermann. Akademie der Künste, Berlin, 1999, 120-125.
- Földényi F. László: László Mulasics. in: Zeitgenössische Kunst aus Ungarn. szerk.: Barbara Sietz, Matthes & Seitz Verlag, München, 1999, 183-191.
- Mulasics László. Rétegről rétegre, szerk. MOLNÁR Éva, MULASICS Éva, Fészek Galéria, Budapest, 2002
- Molnár Mária: Mulasics László in: Living Classics. kiáll. kat., szerk.: Klimó Kormos Petronella, Serényi Balázs, Győri Városi Művészeti Múzeum, 2006, 100-107.
- Várfok Füzetek 21. - Mulasics László,szerk.:Kovács Krisztina,Várfok Galéria, Budapest, 2015